# Vimy
Vimy (Nederlands: Wimi) is een gemeente in het Franse departement Pas-de-Calais (regio Hauts-de-France). De plaats maakt deel uit van het arrondissement Arras. Vimy telde op 1 januari 2022 4.281 inwoners.

## Geschiedenis
Van 9 tot 12 april 1917 vond nabij Vimy een grote veldslag tussen Britse en Canadese troepen enerzijds en Duitse troepen anderzijds plaats. Deze slag, die in een geallieerde overwinning eindigde maar voor beide partijen weinig terreinwinst opleverde, kostte aan zo'n 23.500 mensen het leven. Een gedeelte van Vimy wordt beheerd door de Canadese overheid, die er het monument Canadian National Vimy Memorial voor de gevallenen oprichtte.

## Bezienswaardigheden
- Op het grondgebied van de gemeente bevinden zich twee Britse militaire begraafplaatsen uit de Eerste Wereldoorlog: La Chaudiere Military Cemetery en Petit-Vimy British Cemetery.

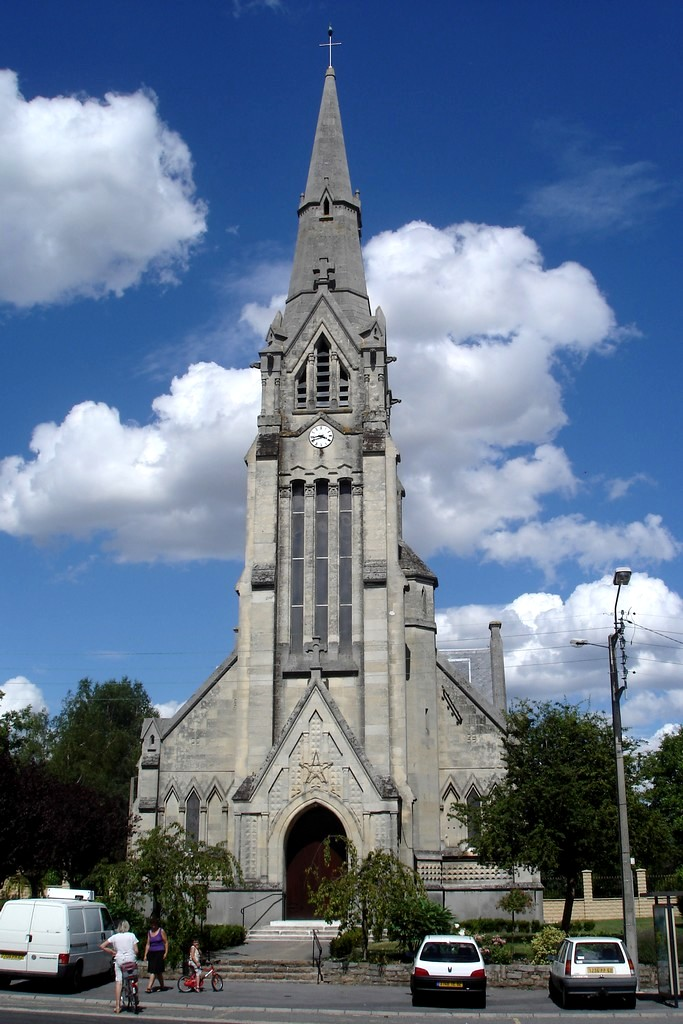
Kerk van Vimy
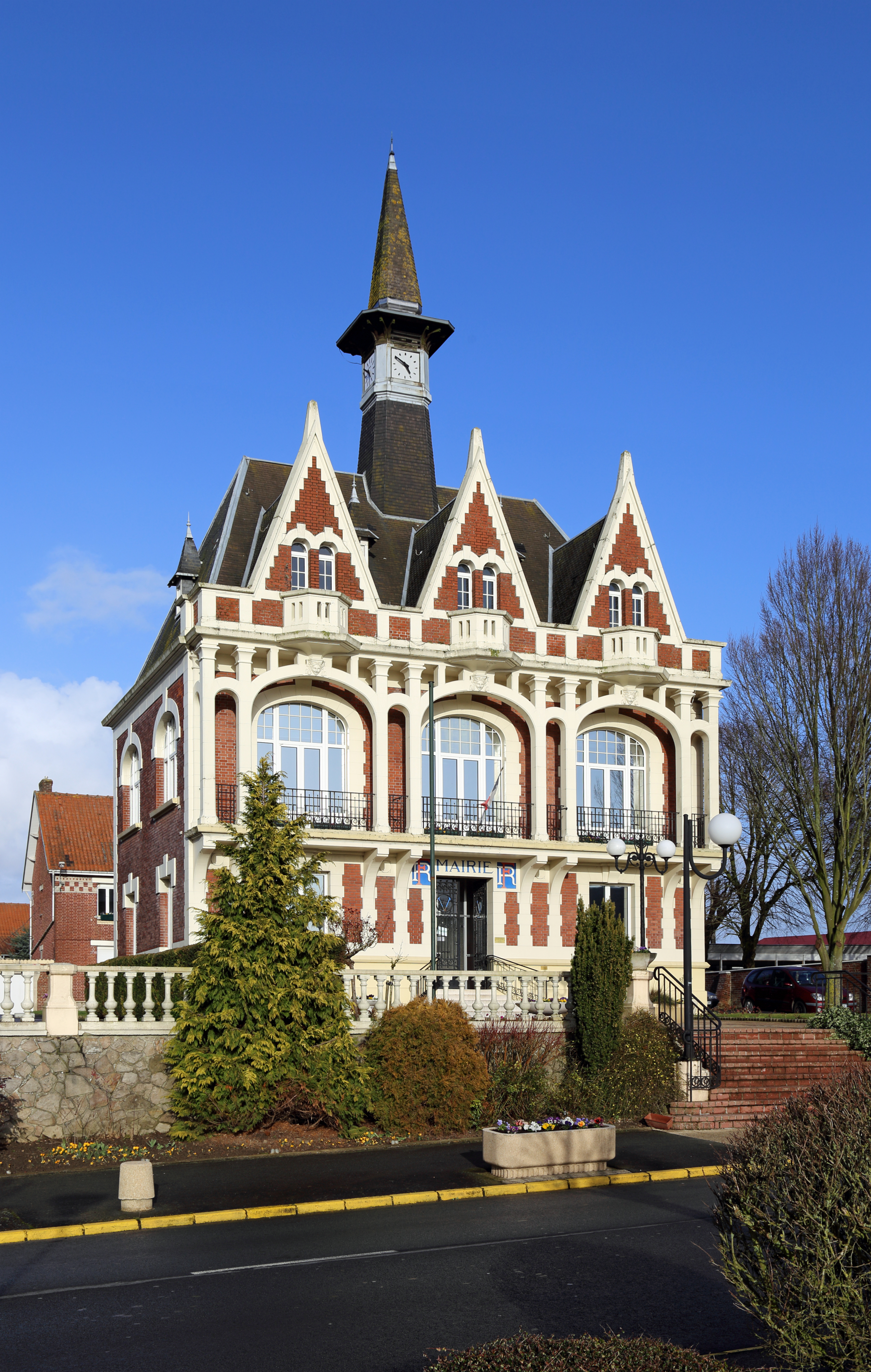
Gemeentehuis

## Geografie
De oppervlakte van Vimy bedroeg op 1 januari 2022 11,33 vierkante kilometer; de bevolkingsdichtheid was toen 377,8 inwoners per km².

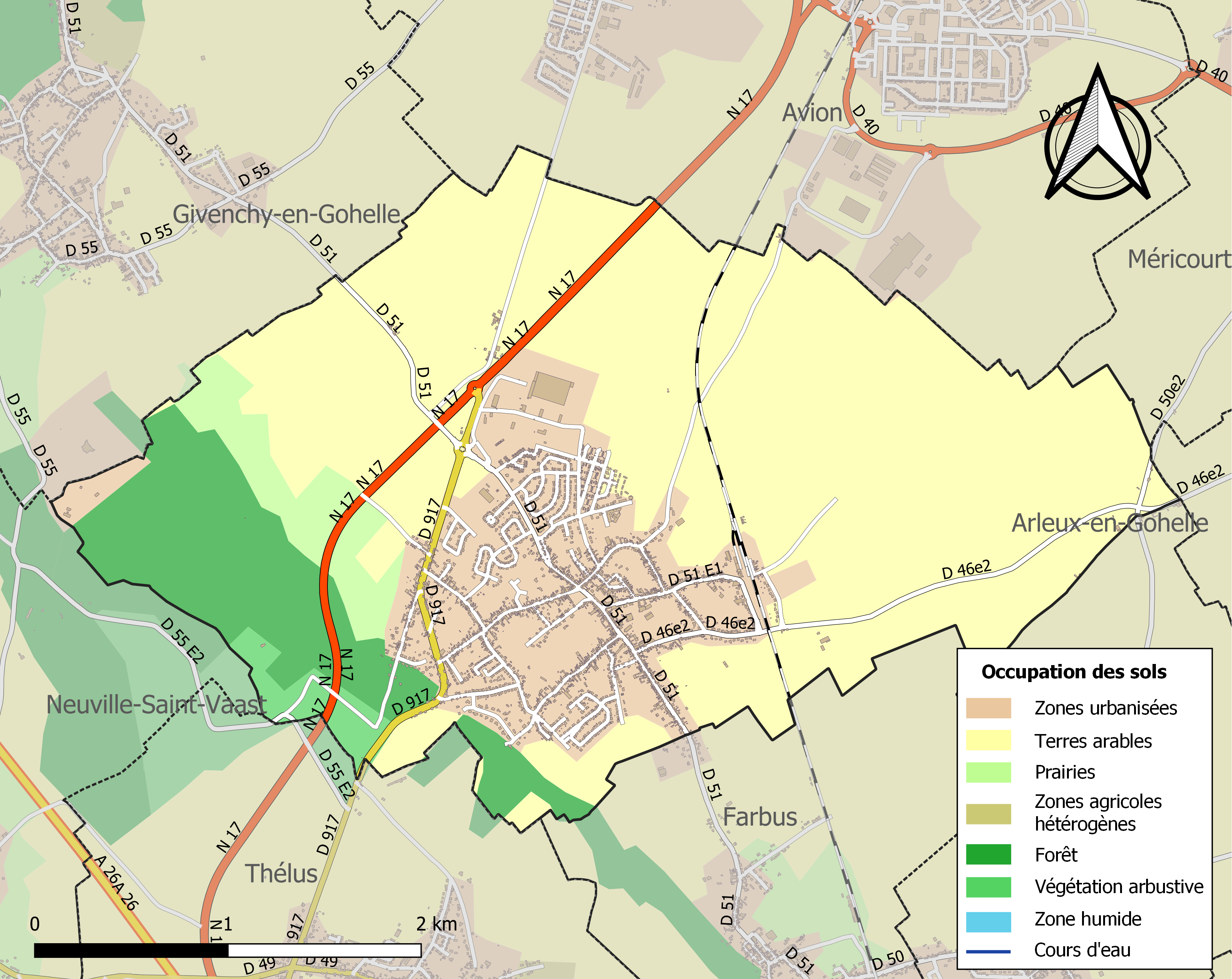
Kaart van de gemeente met de belangrijkste infrastructuur, bodemgebruik en omliggende gemeenten

## Demografie
Onderstaande figuur toont het verloop van het inwonertal (bron: INSEE-tellingen).